# Kommissarie Lynley
Kommissarie Lynley' (originaltitel: The Inspector Lynley Mysteries) är en brittisk kriminalserie från 2001–2008, med totalt sex säsonger och 23 avsnitt. Serien är baserad på Elizabeth Georges böcker om kommissarie Lynley (Nathaniel Parker) och hans partner Barbara Havers (Sharon Small).

## Rollista (urval)
- Nathaniel Parker – Detective Inspector Thomas Lynley
- Sharon Small – Detective Sergeant Barbara Havers
- Emma Fielding – Helen Clyde (Pilotavsnitt)
- Lesley Vickerage – Helen Clyde (Säsong 1-2) / Helen Lynley (Säsong 3)
- Catherine Russell – Helen Lynley (Säsong 5)
- Paul Hickey – Rättsläkare Lafferty (Säsong 4-6)
- Shaun Parkes – Detective Constable Winston Nkata (Säsong 5-6)

## Avsnittsförteckning
- Pilotavsnitt (2001)
  - Avsnitt 1: A great deliverance (dubbelavsnitt. Pappas lilla flicka)

- Säsong 1 (2002)
  - Avsnitt 2: Well Schooled in Murder. Till minne av Edward.
  - Avsnitt 3: Payment in blood. Gamla Synder.
  - Avsnitt 4: For the Sake of Elena. För hennes eget bästa
  - Avsnitt 5: Missing Joseph. Saknaden efter Joseph.

- Säsong 2 (2003)
  - Avsnitt 1: Playing for the Ashes. Aska och ära.
  - Avsnitt 2: In the Presence of the Enemy. I fiendens närvaro.
  - Avsnitt 3: A Suitable Vengeance. En högst passande hämnd.
  - Avsnitt 4: Deception on His Mind. Med svek i sinnet.

- Säsong 3 (2004)
  - Avsnitt 1: In Pursuit of the Proper Sinner. Den verkliga brottslingen
  - Avsnitt 2: A Traitor to Memory. Minnets labyrint.
  - Avsnitt 3: A Cry for Justice. Ett rop på rättvisa
  - Avsnitt 4: If Wishes Were Horses. Om hästar kunde flyga

- Säsong 4 (2005)
  - Avsnitt 1: In Divine Proportion. Gudomlig proportion.
  - Avsnitt 2: In the Guise of Death. I dödens skepnad.
  - Avsnitt 3: The Seed of Cunning. Kunskapens frukt.
  - Avsnitt 4: Word of God. Guds ord.

- Säsong 5 (2006)
  - Avsnitt 1: Natural Causes. Naturliga orsaker
  - Avsnitt 2: One Guilty Deed. Ont samvete
  - Avsnitt 3: Chinese Walls. Kinesiska murar
  - Avsnitt 4: In the Blink of an Eye. Ett ögonblicks verk.

- Säsong 6 (2007)
  - Avsnitt 1: Limbo. Limbo.
  - Avsnitt 2: Know Thine Enemy. Håll din fiende nära.

## Böcker
- A Great Deliverance (1988)
- Payment in Blood (1989)
- Well-Schooled in Murder (1990)
- A Suitable Vengeance (1991)
- For the Sake of Elena (1992)
- Missing Joseph (1992)
- Playing for the Ashes (1993)
- In the Presence of the Enemy (1996)
- Deception on His Mind (1997)
- In Pursuit of the Proper Sinner (1999)
- A Traitor to Memory (2001)
- I, Richard (2001), en novellsamling där kommissarie Lynley medverkar i novellen "Exposure"
- With No One as a Witness (2005)
- Careless in Red (2008)